# Cristina Bontaș
Cristina Bontaş (Bacău, 5 de dezembro de 1973) é uma ex-ginasta romena que competiu em provas de ginástica artística.
Cristina fez parte da equipe romena que disputou os Jogos Olímpicos de Barcelona, em 1992, na Espanha. Dentre seus maiores arquivamentos estão seis medalhas em Mundiais, sendo uma de ouro.

## Carreira
Bontaş iniciou na modalidade artística aos sete anos, sob os cuidados da ex-ginasta Nadia Comaneci e de Mihai Sandulescu, no clube CSM Onesti. No ano posterior, Nadia migrou para os Estados Unidos, e Cristina passou a treinar com Mihai e sua esposa, Dorina. Em 1986, aos quatorze anos, a ginasta disputou seu primeiro evento internacional: a Cottbus International, no qual saiu medalhista de ouro na trave. Dois anos depois, passou a treinar ao lado da equipe nacional, no CSS Cetate Deva. Disputando o Campeonato Europeu Júnior, foi medalhista de bronze no concurso geral e finalista em duas provas individuais, solo (7º) e salto (5º).
Em 1989, participou da Copa Chunichi, sendo medalhista de bronze no evento individual. No Europeu de Bruxelas, foi medalhista de bronze no salto e no solo, e 9ª ranqueada no evento geral individual. No compromisso seguinte, o Campeonato Mundial de Stuttgart, Cristina foi medalhista em três eventos: por equipes, conquistou a medalha de prata, superada pela equipe soviética. No salto, fora novamente prata, empatada com a americana Brandy Johnson; no solo encerrou com o bronze, atrás da compatriota Daniela Silivas e da soviética Svetlana Boginskaya, que terminaram empatadas com a medalha de ouro.
No ano posterior, competiu no Europeu de Atenas, Bontaş conquistou a medalha de prata no salto, ao somar 9,900 pontos; a soviética Boginskaya, terminou com a medalha de ouro. No Campeonato Nacional Romeno, foi medalhista de ouro no geral e na trave, e prata no salto e solo. Em 1991, novamente na disputa do Nacional, foi ouro no solo e na trave. Como último evento do ano, deu-se o Campeonato Mundial de Indianápolis. Nele, conquistou a medalha de bronze na prova coletiva, superada pela equipe americana e soviética, prata e ouro, respectivamente. No evento geral, fora novamente bronze, em prova vencida pela americana Kim Zmeskal. No solo, somou 9,962 pontos, e empatada com a soviética Oksana Chusovitina, encerrou com a medalha de ouro.
Em 1992, em sua primeira aparição olímpica, nos Jogos Olímpicos de Barcelona, Cristina Bontaş conquistou duas medalhas: por equipes, foi prata, superada pela equipe unificada; e no solo, foi bronze, empatada com a americana Shannon Miller e com ucraniana Tatiana Gutsu, a compatriota Lavinia Milosovici, conquistou a medalha de ouro no aparato. Ainda em 1992, competiu na Copa Japão, sendo campeã na prova de salto, prata na trave e bronze nas barras assimétricas. Após a realização do evento, Cristina anunciou oficialmente sua aposentadoria do desporto, passando a dedicar-se a carreira de técnica da modalidade. Mudando-se para a Halmilton, no Canadá, Bontaş passou a ser treinadora no Mountain Star Gymnastics. Em 1998, retornou à Romênia, casando-se com o fotógrafo Gabi Tantaru. No ano seguinte, nasceu sua filha, Elisa Raluca. Em maio de 2002 deu à luz o seu segundo filho. Após isso abriu seu próprio clube, o World Class Gymnastics.

## Principais resultados
| Ano  | Evento                                    | AA                | Equipe            | Salto sobre o cavalo | Trave            | Barras assimétricas | Solo              |
| ---- | ----------------------------------------- | ----------------- | ----------------- | -------------------- | ---------------- | ------------------- | ----------------- |
| 1986 | Cottbus International                     |                   |                   |                      | Medalha de ouro  |                     |                   |
| 1987 | Campeonato Internacional Júnior           | Medalha de prata  |                   | Medalha de ouro      |                  | Medalha de prata    | Medalha de ouro   |
| 1988 | Campeonato Europeu (júnior)               | Medalha de bronze |                   |                      |                  |                     | 7º                |
| 1989 | Copa Chunichi                             | Medalha de bronze |                   |                      |                  |                     |                   |
| 1989 | Campeonato Europeu                        | 9º                |                   | Medalha de bronze    |                  |                     | Medalha de bronze |
| 1989 | Campeonato Internacional Romeno           | Medalha de prata  |                   |                      |                  |                     |                   |
| 1989 | Campeonato Mundial de Ginástica Artística | 4º                | Medalha de prata  | Medalha de prata     |                  |                     | Medalha de bronze |
| 1990 | Campeonato Europeu                        | 7º                |                   | Medalha de prata     |                  | 7º                  | 7º                |
| 1990 | Campeonato Nacional Romeno                | Medalha de ouro   |                   | Medalha de prata     | Medalha de ouro  |                     | Medalha de ouro   |
| 1991 | Copa Chunichi                             | Medalha de bronze |                   |                      | Medalha de prata |                     | Medalha de prata  |
| 1991 | Campeonato Nacional Romeno                |                   |                   |                      | Medalha de ouro  |                     | Medalha de ouro   |
| 1991 | Campeonato Mundial de Ginástica Artística | Medalha de bronze | Medalha de bronze | 4º                   | 8º               | 7º                  | Medalha de ouro   |
| 1992 | Copa Chunichi                             | Medalha de prata  |                   | Medalha de prata     |                  | 6º                  | Medalha de ouro   |
| 1992 | Jogos Olímpicos                           | 4º                | Medalha de prata  |                      | 4º               |                     | Medalha de bronze |
| 1992 | Campeonato Nacional Romeno                | Medalha de prata  |                   |                      | Medalha de prata | Medalha de bronze   | Medalha de ouro   |
| 1992 | Copa Japão                                |                   |                   | Medalha de ouro      | Medalha de prata | Medalha de bronze   |                   |